# Esercito dell'elettorato di Treviri
L'esercito dell'elettorato di Treviri (in tedesco ufficialmente Triesrische Armee), è stato l'esercito dell'elettorato di Treviri dal XVI secolo sino al 1801.

## Storia
Già in epoca feudale il vescovato di Treviri disponeva di una propria milizia ove gli aderenti erano anche responsabili dei loro armamenti. Nel 1521 queste forze, che venivano convocate per esigenze di guerra e poi subito licenziate, ammontavano a 60 cavalieri e 277 fanti che avevano perlopiù il compito di difendere la capitale Treviri. Già al 1545 essi però diminuirono a 40 cavalieri e 184 fanti. Poi, dal 1576, gli arcivescovi-elettori di Treviri ottennero il controllo diretto anche dell'abbazia di Prüm, luogo che iniziò a fornire anch'esso un piccolo contingente al servizio del vescovato.
Con la Guerra dei Trent'anni ogni principato tedesco ottenne la possibilità di tenere un proprio esercito stabile a seconda delle proprie possibilità. Treviri disponeva all'epoca di 127 cavalieri e 574 fanti, aumentati già a 2 reggimenti di fanteria (von der Lippe e von Hilchen) e 8 compagnie di cavalleria, per un totale di 2 000 uomini in arme circa al 1681. Nel 1697 i soldati vennero portati a poco più di 1 100 per venire incontro alle esigenze economiche dell'elettorato. Nel 1702, con l'inizio della guerra di successione spagnola, l'elettore di Treviri si alleò con Regno di Gran Bretagna e Paesi Bassi, nazioni che offrirono 
50 000 talleri in cambio del sostegno nella guerra con 3 battaglioni di fanteria.  Al termine del conflitto, l'elettore Francesco Luigi del Palatinato-Neuburg comprese come fosse necessario implementare le forze a sua disposizione, per poi porle dal 1716 al servizio dell'impero, col quale combatterono nella guerra di successione austriaca ed occuparono la fortezza di Ehrenbreitstein. In cambio di questi servizi, l'elettorato di Treviri ricevette il controllo della fortezza di Trarbach con una guarnigione di circa 200 uomini supplementari.
Nella guerra dei sette anni l'esercito dell'elettorato di Treviri si distinse nella battaglia di Roßbach, ma finì completamente disperso e si riunì diverse settimane dopo presso Meiningen e Wasungen. Combatté poi nella battaglia di Torgau del 1760 dove venne sconfitto dai prussiani. Assieme all'esercito imperiale prese parte all'assedio di Dresda ed alla battaglia di Döbeln grazie all'abilità del generale barone Karl Hugo von Brackel.
L'elettorato di Treviri prese parte alla guerra della prima coalizione contro la Francia rivoluzionaria, mobilitando per la prima volta un esercito di 6 000 uomini in arme in tutto, impegnati nella difesa di Treviri e nel contempo nella repressione dei rivoltosi dal momento che l'arcivescovo-elettore di Treviri, Clemente Venceslao di Sassonia, era anche zio di Luigi XVI di Francia, che era ansioso di restaurare pienamente il trono. Nel 1794 l'esercito di Treviri non riuscì ad opporsi ai francesi del generale Moreaux con 
48 000 uomini che presero possesso di Sankt Wendel e Merzig. In quello stesso anno anche la città di Treviri venne investita e catturata dalle armate francesi.
Con la soppressione dell'elettorato nel 1801, anche il suo esercito terminò di esistere.